# Bill Werbeniuk
Bill Werbeniuk, właśc. William Alexander Werbeniuk (ur. 14 stycznia 1947 w Winnipeg, zm. 20 stycznia 2003 w Vancouver) – kanadyjski snookerzysta.

## Kariera[1]
Jeden z czołowych snookerzystów lat 80. XX wieku, choć nigdy nie triumfował w turnieju rankingowym. Jego najlepszym wynikiem był finał Lada Classic w 1983 roku (ostatnia edycja nierankingowa), gdzie przegrał ze Steve'em Davisem 5:9.
W mistrzostwach świata cztery razy dochodził do ćwierćfinału (1978, 1979, 1981, 1983).
W 1982 roku wraz z Cliffem Thorburnem i Kirkiem Stevensem zdobył Drużynowy Puchar Świata po finałowym zwycięstwie nad reprezentacją Anglii.

## Styl bycia
Znany z masywnej postury; ważył ok. 130 kilogramów. Cierpiał na drżenie samoistne, którego skutki uśmierzał propranololem. W połowie lat 80. Światowa Federacja Snookera wprowadziła kontrole antydopingowe, w efekcie czego ww. środek został uznany za nielegalny w użyciu. Po tym wydarzeniu kariera Werbeniuka załamała się, do czego doszły problemy z alkoholem (w trakcie swojej kariery notorycznie wypijał przed meczami spore ilości piwa).
W 1977 roku nie zagrał w mistrzostwach świata, bowiem przegapił datę zgłoszenia do turnieju.
Po meczu kwalifikacyjnym do mistrzostw świata w 1990, który przegrał z Nigelem Bondem 1:10, przyznał, że przed jego rozpoczęciem wypił 24 kufle piwa i osiem podwójnych porcji wódki. Był to jednocześnie jego ostatni mecz w Main Tourze. Wobec nieskutecznych prób zerwania z nałogami i licznych ostrzeżeń ze strony Światowej Federacji w 1990 roku zrezygnował z występów międzynarodowych i powrócił do Kanady. Od tego czasu grywał okazjonalnie w pool bilarda.
Otyłość, alkoholizm i problemy z propranololem znacznie wpłynęły na jego stan zdrowia. Ostatnie trzy miesiące życia spędził w szpitalu Ridge Meadows w Maple Ridge na przedmieściach Vancouver, gdzie zmarł z powodu niewydolności krążenia.

## Występy w ważnych turniejach[1]
| Ranking                     | Brak rankingu | Brak rankingu | Brak rankingu | 14 | 17 | 12    | 12    | 10 | 9     | 9  | 8  | 14 | 17 | 24 | 33 | 47 | -  | -  | 146 |
| Turnieje rankingowe         |               |               |               |    |    |       |       |    |       |    |    |    |    |    |    |    |    |    |     |
| Grand Prix                  | NH            | QF            | 2R            | 1R | 1R | 1R    | 2R    | WD | A     | A  | LQ |    |    |    |    |    |    |    |     |
| UK Championship             | NH            | NR            | 1R            | 1R | 1R | 1R    | LQ    | A  | A     | LQ |    |    |    |    |    |    |    |    |     |
| Classic (snooker)           | NH            | NR            | 1R            | 1R | 3R | 2R    | 1R    | WD | A     | A  | LQ |    |    |    |    |    |    |    |     |
| British Open                | NH            | NR            | 1R            | QF | 1R | LQ    | WD    | A  | LQ    | LQ |    |    |    |    |    |    |    |    |     |
| Mistrzostwa Świata          | 2R            | 2R            | 2R            | A  | QF | QF    | 2R    | QF | 2R    | QF | 2R | 2R | 1R | LQ | 1R | WD | LQ | LQ | WD  |
| Turnieje nierankingowe      |               |               |               |    |    |       |       |    |       |    |    |    |    |    |    |    |    |    |     |
| Masters                     | NH            | 1R            | A             | A  | A  | A     | A     | A  | A     | QF | 1R | 1R | A  | A  | A  | A  | A  | A  | A   |
| Irish Masters               | NH            | A             | A             | A  | A  | A     | A     | A  | A     | A  | 1R | A  | A  | A  | A  | A  | A  | A  | A   |
| Matchroom League            | NH            | NH            | NH            | NH | NH | NH    | NH    | NH | NH    | NH | RR | NH | NH | A  | A  | A  | A  | A  | A   |
| Byłe turnieje rankingowe    |               |               |               |    |    |       |       |    |       |    |    |    |    |    |    |    |    |    |     |
| Canadian Masters            | NH            | NR            | NH            | NR | LQ | NH    |       |    |       |    |    |    |    |    |    |    |    |    |     |
| International Open          | NH            | NR            | 2R            | 1R | 1R | 2R    | 1R    | 2R | LQ    | A  | NH |    |    |    |    |    |    |    |     |
| Byłe turnieje nierankingowe |               |               |               |    |    |       |       |    |       |    |    |    |    |    |    |    |    |    |     |
| Canadian Masters            | NH            | 1R            | QF            | QF | QF | 2R    | QF    | A  | NH    | A  | A  | A  | R  | NH |    |    |    |    |     |
| International Open          | NH            | 1R            | Rank.         | NH |    |       |       |    |       |    |    |    |    |    |    |    |    |    |     |
| UK Championship             | NH            | A             | A             | SF | 2R | QF    | A     | A  | Rank. |    |    |    |    |    |    |    |    |    |     |
| Classic (snooker)           | NH            | A             | A             | A  | F  | Rank. |       |    |       |    |    |    |    |    |    |    |    |    |     |
| British Open                | NH            | RR            | RR            | RR | RR | RR    | Rank. |    |       |    |    |    |    |    |    |    |    |    |     |
| Australian Masters          | NH            | A             | A             | A  | A  | F     | 1R    | 1R | A     | A  | NH | A  | NH |    |    |    |    |    |     |
| Pot Black                   | A             | A             | A             | A  | A  | A     | A     | A  | A     | A  | A  | 1R | QF | NH |    |    |    |    |     |

| Legenda tabeli wyników              | Legenda tabeli wyników       | Legenda tabeli wyników                     | Legenda tabeli wyników                                                              | Legenda tabeli wyników                     | Legenda tabeli wyników                     |
| ----------------------------------- | ---------------------------- | ------------------------------------------ | ----------------------------------------------------------------------------------- | ------------------------------------------ | ------------------------------------------ |
| LQ                                  | odpadnięcie w kwalifikacjach | #R                                         | odpadnięcie we wczesnej fazie turnieju (WR = runda dzikich kart, RR = faza grupowa) | QF                                         | przegrana w ćwierćfinale                   |
| SF                                  | przegrana w półfinale        | F                                          | przegrana w finale                                                                  | W                                          | zwycięstwo                                 |
| DNQ                                 | nie zakwalifikował/a się     | A                                          | nie brał/a udziału                                                                  | WD                                         | zrezygnował/a w trakcie turnieju           |
| Legenda oznaczeń w tabelach wyników |                              |                                            |                                                                                     |                                            |                                            |
| NH / Nie roz.                       | NH / Nie roz.                | Turniej nie odbył się.                     | Turniej nie odbył się.                                                              | Turniej nie odbył się.                     | Turniej nie odbył się.                     |
| NR / Nie-rank.                      | NR / Nie-rank.               | Turniej nie był zaliczany jako rankingowy. | Turniej nie był zaliczany jako rankingowy.                                          | Turniej nie był zaliczany jako rankingowy. | Turniej nie był zaliczany jako rankingowy. |
| R / Rank.                           | R / Rank.                    | Turniej był zaliczany jako rankingowy.     | Turniej był zaliczany jako rankingowy.                                              | Turniej był zaliczany jako rankingowy.     | Turniej był zaliczany jako rankingowy.     |
| MR / Minor-Rank.                    | MR / Minor-Rank.             | Turniej był zaliczany jako minor ranking.  | Turniej był zaliczany jako minor ranking.                                           | Turniej był zaliczany jako minor ranking.  | Turniej był zaliczany jako minor ranking.  |